# アリー・ベグ
ジャラールッディーン・アリー・イブン・カラ・ユルク・ウスマーン（ペルシア語: علی بن قرا یولک عثمان）、あるいはアリー・ベグ（アゼルバイジャン語: علی بیگ/Əli bəy）とは、トゥルクマーンの部族連合である白羊朝のベグ（指導者）である
（在位：1435年 - 1438年）。
アリー・ベグはトゥルクマーンのバヤンドゥル部族の出身であり、カラ・ウスマーン・ベグの三男である。
アリーは従姉妹のサラ・ハトゥンと結婚し、二人はウズン・ハサン、ジャハーンギール・ミールザー、後にサファヴィー教団のシャイフ・ジュナイドの妻となるハディージャ・ベグムら、7人の息子と1人の娘をもうけた。
1435年にエルズルムの戦いで父が亡くなった後、2人の兄がすでに亡くなっていたため、アリーが白羊朝の新たなベグとなった。ティムール朝の王子ムハンマド・ジューキーは、アリーがアーミド（現代のディヤルバクル）の支配者であり、彼のベグの地位を承認していた。しかし、アリーの兄弟、叔父、従兄弟は、彼がベグとなることを認めなかった。パルを支配していた従兄弟のキリジ・アルスラーン・バヤンドゥルは黒羊朝のカラ・イスカンダルの助けを得てベグの地位を要求したが、失敗に終わった。だが、マルディンを支配するアリーの兄弟のスルターン・ハムザは兄弟のメフメトとマフムート、母のセルジューク・ハトゥンから支持され、ハムザがアーミドを占領したとき、白羊朝の王子の何人かは彼が「偉大なるベグ」だと認めた。
本拠地から追放されたアリーはエルズィンジャンとカラ・ヒサルを支配する兄弟のヤークーブの元に向かい、アリーの息子であるフセイン、ジャハーンギール、ウズン・ハサンも父親の元に合流した。しかし、ハムザに対して打つ手はなく、アリーはオスマン帝国のムラト2世に保護を求めなければならなかった。ムラト2世は彼にディルリクとしてイスキリプの地を与えたが、彼はそこに長く滞在せず、エルズィンジャンの息子たちの元に移った。ベグの地位を放棄したアリーは1439年1月にアレッポに退避し、この地で余生を過ごした。
アリーの退位後、ハムザが白羊朝の最も有力な指導者となるが、1444年にハムザは没した。ハムザの死後、シャイフ・ハサンとジャハーンギールの間でベグの地位をめぐる抗争が再び起きた。